# Oranjefloden
Oranjefloden (afrikaans Oranjerivier, eng. Orange River) är en flod i Sydafrika och Namibia. Den har sina källor i Drakensberg vid gränsen till Lesotho varifrån den flyter västerut, för att sedan rinna ut i Alexanderbukten. Den har sitt utlopp i Atlanten efter 1 860 km och tar på vägen dit med sig stora mängder sediment från Namiböknen. Dess största biflod är Vaal, vars källor ligger nära gränsen till Swaziland. Floden har ett avrinningsområde på cirka 1,02 miljoner km², och dess tre bifloder heter Caledon, Vaal (Afrikaans för blek eller grå) och Fiskfloden. Dessa bifloder har i sin tur bifloder, många med namn som ursprungligen uppstod från boernas kontakter med urinvånarna. Upptagningsområdet kommer till 77 procent från Sydafrika. I Lesotho är floden känd som Senqu, men den upptäcktes först av Namafolket, som kallade den Nu Gariep, floden är uppkallad efter Vilhelm I av Oranien. 
Oranjefloden spelar stor roll i området eftersom det är relativt torrt, den används bland annat för bevattning, gruvdrift och som dricksvattentäkt. 
Ett känt vattenfall i floden är Augrabies Falls.